# Friedrich August Walchner
Friedrich August Walchner (Meersburg, 2 de setembro de 1799 – Karlsruhe, 17 de fevereiro de 1865) foi um geólogo, químico e mineralogista alemão.

## Vida
Filho do jurista Kasimir Walchner, estudou na Universidade de Göttingen e na Universidade de Freiburg.  Obteve a habilitação em Freiburg em 1823, onde foi Privatdozent e professor extraordinário.
Em 1825 foi um dos doze professores da então fundada Polytechnische Schule Karlsruhe, onde foi professor de mineralogia, geognosia e química, sendo de 1833 a 1836 diretor.
Em 1848 foi eleito membro correspondente da Academia de Ciências da Baviera.

## Publicações selecionadas
- Handbuch der Mineralogie und Geognosie. 2 Volumes, 1832–1833 (= Lorenz Oken: Allgemeine Naturgeschichte für alle Stände, Teil 1. Stuttgart 1833–1841).
- Lehrbuch der unorganischen Chemie. 1849.
- Darstellung der geologischen Verhältnisse der am Nordrande des Schwarzwaldes hervortretenden Mineralquellen. 1849.
- Handbuch der Geognosie. 1851.